# Бабенко, Андрей Дементьевич
Андре́й Деме́нтьевич Бабе́нко (1 сентября 1907, Губкино, Орловская губерния, Российская Империя —  24 июня 1993, Воронеж, Россия) — советский военачальник, участник советско-финляндской войны, командир бомбардировочной авиационной дивизии в Великой Отечественной войне, генерал-майор авиации (11.05.1949). Начальник Челябинского высшего военного авиационного Краснознамённого училища штурманов (1954—1960).

## Биография
Родился в селе Губкино ныне  Малоархангельского района Орловской области. Русский. Член ВКП(б) с 1929 года.
В РККА с мая 1931 года. Окончил 7-ю военную школу летчиков в Сталинграде в 1933 году, 6-месячные курсы командиров кораблей в Ейске в 1935 году, авиационный факультет Высшей военной академии Генерального штаба им. К. Е. Ворошилова в 1952 году.
Проходил службу на летных должностях командного состава ВВС от летчика-инструктора в Сталинградской школе пилотов до командира корабля и отряда 43-й тяжелобомбардировочной эскадрильи. С июня 1938 года — в 42-м тяжелобомбардировочном авиаполку 2-й армии особого назначения на должности помощника и позже командира эскадрильи. Осенью 1939 года полк передислоцирован в Ленинградский военный округ и принял участие в Советско-финляндской войне. Лично выполнил 12 боевых вылетов. Награждён орденом Красного Знамени. По окончании боевых действий полк перебазирован в состав 26-й бомбардировочной авиадивизии ВВС Закавказского военного округа.
С началом войны продолжал командовать эскадрильей 42-го тяжелобомбардировочного авиационного полка 26-й бомбардировочной авиадивизии ВВС Закавказского военного округа. С 25 августа по 17 сентября 1941 года полк участвовал в Иранской операции (Англо-советское вторжение в Иран), где за три первых дня выполнил 48 боевых вылетов с налетом 197 часов. Полк наносил удары по аэродромам Тевриз, Миане и Тегеран.
С октября 1941 года капитан Бабенко вступил в командование этим полком, полк вошел в состав 133-й авиадивизии (с марта 1942 года — 36-я авиационная дивизия). Вместе с полком участвовал в обеспечении прохода союзных морских транспортов в северные порты СССР, в нанесении ударов с воздуха по морским портам Балтийского моря Рига, Либава и Мемель, военным объектам в Восточной Пруссии, Литвы и Белоруссии.
С 19 мая 1944 года подполковник Бабенко вступил в командование 56-й авиационной дивизией истребителей дальнего действия. Дивизия сформирована в декабре 1943 года, процесс формирования дивизии контролировал лично И. В. Сталин. Дивизия формировалась самолётами «Бостон» модификации A-20G-1. Самолёты доставлялись в Советский Союз по морю до иранского порта Абадан, а оттуда по воздуху перегонялись на аэродромы под Кировабадом. Основное назначение дивизии — это выполнение задач ПВО в ночное время с использованием первых советских серийных бортовых радиолокационных станций семейства Гнейс. Самолёты дивизии A-20 Boston, поступавшие по ленд-лизу переоборудовались на заводе № 81 в Монино, специализировавшемся на ремонте и переделке иностранных самолётов.
К боевым действиям дивизия приступила с июня 1944 года. В мае 1944 года 173-й полк из состава дивизии окончил программу переучивания и перебазировался на аэродром Олсуфьево под Орлом. Второй полк дивизии (45-й апи дд) закончил переподготовку в июле 1944 года и перебазировался на аэродром Озеро под Минском. Полку была поставлена задача прикрытия Минского железнодорожного узла.
Экипажи полков находились под особым постоянным контролем со стороны особых отделов НКВД. Экипажам под страхом трибунала запрещалось перелетать линию фронта и покидать самолёт после посадки, если была выставлена охрана самолёта. К радиолокационным «Бостонам» не подпускали летчиков и техников других частей. Как только дивизия перебазировалась на новые аэродромы, активность немецкой авиации в этом районе в ночное время резко снижалась. Так было под Минском и возле Риги, куда на полтора месяца перебазировалась эскадрилья 45-го апи дд.
В докладе инспекции ВВС РККА после проверки работы дивизии сообщалось, что результаты боевого применения дивизии в 1944 года были настолько низкими, что командование 18-й воздушной армии перестало принимать 56-ю ади дд всерьез. Не нанося ущерба противнику ночные истребители 173-го апи дд успели разбить в тренировочных полетах и на посадках шесть самолётов, а 45-й апи дд — пять A-20G-1. Руководящий состав дивизии заменили. Это был первый боевой опыт применения радиолокационных прицелов на самолётах.
19 декабря 1944 года полковник Бабенко назначен заместителем командира 50-й бомбардировочной авиационной дивизии 3-го гвардейского бомбардировочного авиационного корпуса авиации дальнего действия.
После войны в июле 1946 года полковник Бабенко переведен на такую же должность в 57-й бомбардировочной авиационной дивизии авиации дальнего действия. 11 мая 1949 года присвоено звание генерал-майор авиации. С 23 декабря 1950 года по ноябрь 1952 года находился на учёбе в Высшей военной академии Генерального штаба. По её окончании был в распоряжении Главного управления кадров.
С июля 1953 года генерал-майор авиации Бабенко назначен начальником 59-го военного авиационного училища летчиков в 69-й воздушной армии Киевского военного округа, с апреля 1954 года — начальником Челябинского военного авиационного училища штурманов. В то время на вооружение учебных полков поступил новый реактивный бомбардировщик Ил-28, оснащённый современным навигационным и прицельным оборудованием, бомбардировочным и артиллерийским вооружением, обучение курсантов на самолётах Ил-28 позволило решить очень важную задачу: выпуск из училища специалиста, готового занять место штатного штурмана боевого самолёта Ил-28 без дополнительного доучивания в Центре подготовки экипажей, появление нового типа самолёта потребовало освоения и оборудования новых аэродомов, создания учебно-материальной базы, перестройки учебного процесса, на базе класса радионавигации начальник училища Бабенко создал цикл лётного применения радиотехнических средств самолётовождения и бомбометания. 
В ноябре 1960 года генерал-майор авиации Бабенко уволен в запас с правом ношения военной формы одежды. Проживал в городе Воронеж.
Умер 24 июня 1993 года, похоронен   на Юго-Западном кладбище Воронежа.

## Награды
- орден Ленина (30.12.1956)[4];
- три ордена Красного Знамени (07.04.1940, 31.12.1942, 19.11.1951)[4];
- орден Александра Невского (19.11.1943)[4][5];
- орден Отечественной войны I степени (06.04.1985)[4];
- орден Красной Звезды (05.11.1946)[4];
- медали[7];
- Знак «50 лет пребывания в КПСС».